# 多梅尼科·塞梅拉罗
多梅尼科·塞梅拉罗（義大利語：Domenico Semeraro，1964年2月3日—），瑞士男子雪车运动员。他曾代表瑞士参加1994年冬季奥林匹克运动会雪车比赛，联同古斯塔夫·韦德、多纳特·阿克林和库尔特·迈尔获得一枚银牌。